# Olasz Munkás Szakszervezetek Konföderációja
Az Olasz Munkás Szakszervezetek Konföderációja (olaszul: Confederazione Italiana Sindacati Lavoratori, rövidítése: CISL) a CGIL mellett Olaszország egyik legnagyobb szakszervezeti konföderációja, mely politikailag hagyományosan a jobbközép oldalhoz tartozik és kereszténydemokrata szellemiségű.

## Története
A fasizmus előtt 1918 és 1926 között létezett CIL (Confederazione italiana dei lavoratori) néven, amely a katolikus mozgalom nyomán született meg XIII. Leó pápa Rerum novarum nevű enciklikája révén. Az enciklika magában foglalta a munkáltatók és munkavállalók feladatát. Külön fejezetet kapott a munkásszervezetek szerepe.

### Eredete
A CISL eredete 1944-re a Római Megállapodásig nyúlik vissza, amit Giuseppe DI Vittorio kommunista, Achille Grandi kereszténydemokrata és Emilio Canevari szocialista politikusok írták alá. Így született meg a CGIL, amely hitet tett a fasizmus elleni harcban emellett támogatta az Olasz Ellenállási Mozgalmat is.
Az 1948-as olaszországi parlamenti választások után a kommunisták és szocialisták ellenzékbe kerülnek. Alcide De Gasperi vezette kormány kerül hatalomra amely egyértelműen euroatlanti elköteleződésű volt és kizárták a baloldali pártokkal való bárminemű kormányzást. A CGIL már ekkoriban is szoros viszonyt ápolt az Olasz Kommunista Párttal, ennek következtében a CGIL számos sztrájkot hirdetett a Marshall-terv és a NATO ellen. A CGIL sztrájkot hirdetett még rendszeresen a De Gasperi-kormány nyugatbarát politikája ellen. Ez komoly belső viszályt eredményezett a CGIL kereszténydemokrata, laicista és reformer szárnya között.
A CGIL kereszténydemokrata szárnyának való kiválásának a Palmiro Togliatti ellen elkövetett 1948. július 14-i merénylet adta meg a végső pontot. A kereszténydemokrata szárny amúgy is az Olasz Kereszténydemokrata Pártot ismerte el, őket valóban képviselő pártként. Ez a Római Megállapodás megszegését is jelentette, hiszen a megállapodás előírta a politikai semlegességet.

### CISL megalakulása
A CISL 1950-ben alapult meg, a kezdeti években a konföderáció számos nehézséggel kellett szembesüljön: a konföderáció eleinte az ország legnagyobb munkáltatói érdekképviseleti szervéhez, a Confindustriahoz (Olasz Gyáriparosok Szövetsége) tartozott, majd 1956-ban szervezetileg leváltak tőlük. Az 1960-as évek elején a kohászati, elektroműszerész dolgozók helyzete miatt hirdettek harcot. 1963-ban elérték, hogy a fémipari munkásoknak munkaszerződést írassanak alá a munkaviszonyuk kezdetekor valamint teljesítménybérezést vezessenek be.

## Szakszervezeti ágak
A CISL-nek jelenleg 4.542.354 fő a tagja, amivel az ország második legnagyobb létszámú szakszervezete. Szinte minden iparágban képviselteti magát a CISL, összesen 19 szakszervezeti ága van.
- FAI (Federazione agricola alimentare ambientale industriale): biogazdálkodási,. élelmiszeripari dolgozók, mezőgazdasági dolgozók szakszervezete
- FEMCA (Federazione energia, moda, chimica e affini): vegyipari, gyógyszeripari, olaj-, gázipari, vízügyi, bányászati, kézműipari dolgozók szakszervezete
- FLAEI (Federazione lavoratori aziende elettriche italiane): az Enel energetikai vállalat dolgozóit képviselő szakszervezet.
- FIRST (Federazione italiana delle reti dei servizi del terziario): szolgáltató szektor dolgozóit képviselők szakszervezet
- FLICA (Federazione italiana lavoratori costruzioni e affini): építőipari dolgozók szakszervezete
- FIM (Federazione Italiana Metalmeccanici): vaskohászati, hajógyári, elektronikai dolgozók szakszervezete
- FISTEL (Federazione dello spettacolo, informazione e telecomunicazioni): telekommunikációs dolgozók szakszervezete
- UGC (Unione generale coltivatori): őstermelők, földtulajdonosok és napszámosokat képviselő szakszervezete
- CISL FP (Federazione dei lavoratori pubblici e servizi): közalkalmazottak és közszolgáltatók dologózinak szakszervezete
- CISL_Scuola (Sindacato della scuola): az iskolai dolgozók szakszervezete
- SLP (Federazione dei lavoratori delle poste): postai dolgozók szakszervezete
- FIT (Federazione italiana transporti): Ferrovie dello Stato dolgozóinak, ANAS autópályakezelő társaság dolgozóinak és a kereskedelmi kikötői dolgozók szakszervezete
- Fisascat (Federazione italiana addetti servizi commerciali, affini e turismo): kiskereskedelemben és turizmusban dolgozók szakszervezete
- Federazione nazionale pensionati: nyugdíjasok és nyugdíjasok alkalmazottak szakszervezete
- FIR (Federazione innovazione e ricerca): Az állami kutatóintézetek dolgozóinak szakszervezete
- CISL Università: Egyetemi docenseket képviselő szakszervezet
- FNS (Federazione Nazionale Sicurezza): tűzoltók, büntetés végrehajtási intézeti és az erdészeti dolgozók szakszervezete
- FELSA (Federazione dei Lavoratori Somministrati, Autonomi ed Atipici): önfoglalkoztatott és atipikus munkát végzők szakszervezete
- CISL Medici: magánpraxisban dolgozó orvosok és állatorvosok valamint az állami szférában dolgozó orvosok szakszervezete

## Főtitkárok
- 1950–1958: Giulio Pastore
- 1958–1976: Bruno Storti
- 1977–1979: Luigi Macario
- 1979–1985: Pierre Carniti
- 1985–1991: Franco Marini
- 1991–2000: Sergio D'Antoni
- 2000–2006: Savino Pezzotta
- 2006–2014: Raffaele Bonanni
- 2014 óta: Annamaria Furlan